# کانون (هندسه)

نقطهٔ F کانون بیضی (e=۱/۲)، سهمی (e=۱) و هذلولی (e=۲) است.

در هندسه، کانون یک جفت نقطهٔ خاص است که به کمک آن انواع منحنی‌ها حاصل می‌شود. در تعریف انواع مقاطع مخروطی (دایره، بیضی، سهمی، و هذلولی) می‌توان از کانون‌ها کمک گرفت. مقاطع مخروطی را می‌توان به کمک دو کانون، یک کانون و یک خط هادی، یا یک کانون و یک دایره تعریف کرد.که در این میان دایره و سهمی یک کانون و بیضی و هذلولی دو کانون دارند.